# Departementen in de Nederlanden

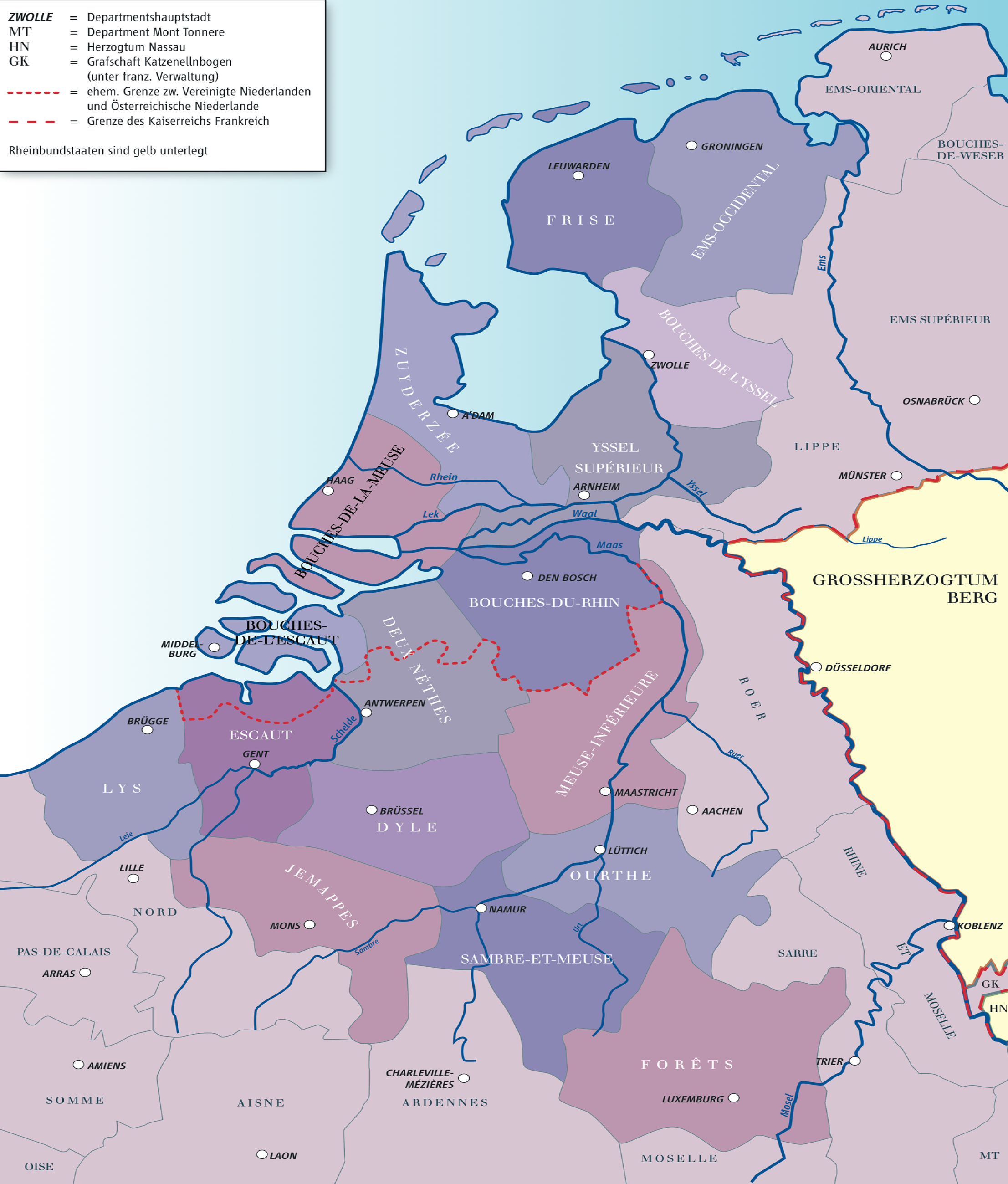
Departementen uit de Nederlanden als onderdeel van het Franse Rijk in 1811

In de Franse tijd werden de Nederlanden in departementen ingedeeld. De bedoeling was alle verwijzingen naar de vroegere zelfstandige 17 provinciën uit te wissen. Het artikel departementen van Frankrijk bevat een lijst van alle huidige Franse departementen en ook de lijst van de oude Franse departementen in gebieden die nu buiten Frankrijk liggen.
Voor de huidige Franse departementen is het veelal de gewoonte de Franse naam te gebruiken. De oude departementen in de Nederlanden hadden ook een gebruikelijke Nederlandse naam. Samengestelde namen worden in het Frans veelal met streepjes geschreven (Deux-Nèthes), in het Nederlands zonder streepjes (Twee Neten). In de hiernavolgende lijst worden telkens achter de naam van het departement de huidige provincies aangegeven die er min of meer mee overeenkomen.

## Zuidelijke Nederlanden

### Annexatie door Frankrijk (1795 - 1814)

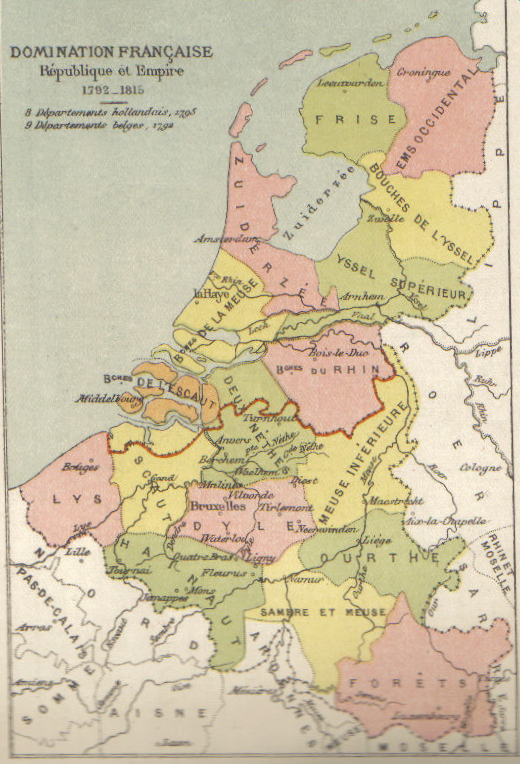
Franse departementen in de geannexeerde Nederlandse gebieden ten opzichte van de latere provinciegrenzen (rode lijn) binnen het Verenigd Koninkrijk der Nederlanden

De Zuidelijke Nederlanden, het prinsbisdom Luik en nog enkele aansluitende gebieden werden op 1 oktober 1795 door Frankrijk geannexeerd en bestuurd vanuit Brussel.
Eerst werd het gebied naar een ontwerp van Charles-Lambert Doutrepont heringedeeld in negen departementen met het decreet van 14 fructidor jaar III. Zo werd er gesproken van de (negen) verenigde departementen (neuf départements réunis). Een maand later werden deze verenigde departementen formeel verenigd met de Franse republiek door het decreet van 9 vendémiaire jaar IV.
- Nedermaas - Meuse-Inférieure: Belgisch Limburg en Nederlands Limburg
- Dijle - Dyle: Vlaams-Brabant, Brussel en Waals-Brabant
- Jemappes - Jemappes, eerst Jemmape genoemd: Henegouwen
- Leie - Lys: West-Vlaanderen
- Ourthe - Ourthe: Luik
- Samber en Maas - Sambre-et-Meuse: Namen
- Schelde - Escaut: Oost-Vlaanderen en Zeeuws-Vlaanderen
- Twee Neten - Deux-Nèthes: Antwerpen
- Wouden - Forêts: Luxemburg en Groothertogdom Luxemburg, ook Bitburg, nu in Duitsland

Naast deze negen verenigde departementen werden kleine delen van de Zuidelijke Nederlanden toegevoegd aan andere departementen:
- het departement Ardennes (in Frankrijk): delen van Namen: Philippeville, Mariembourg
- het Roerdepartement (in Duitsland) (vanaf 1798): delen van Nederlands Limburg: Gennep, Tegelen en Sittard

## Noordelijke Nederlanden

### Bataafse Republiek (1799 - 1801)

Eerste verdeling in departementen (1799)

Van 1795 tot 1798 bezat de Bataafse Republiek nog de voormalige gewestelijke structuur. Bij wet van 30 maart 1799 werd de departementale indeling van de republiek vastgesteld. De gewesten werden opgeheven en er kwam een departementale indeling volgens Frans model, waarbij de oude gewestgrenzen verdwenen.
- departement van de Amstel: omgeving Amsterdam
- departement van de Delf: Zuid-Holland en deel van Utrecht
- departement van de Dommel: oosten van het huidige Noord-Brabant, zuiden van Gelderland
- departement van de Eems: Noordelijk Friesland en Groningen
- departement van de Oude IJssel: Zuidelijk Friesland, Drenthe en Overijssel
- departement van de Rijn: deel van Utrecht en Gelderland
- departement van de Schelde en Maas: Zeeland en westen van Noord-Brabant
- departement van Texel: Noord-Holland (zonder Amsterdam) en deel van Utrecht

Dit zijn de gebruikelijke namen van deze departementen. Het zijn letterlijke vertalingen van het Frans, daar waar de Nederlandse naam eigenlijk Amsteldepartement, Oude IJsseldepartement of departement Texel (enz.) zou moeten zijn, zonder het gebruik van het woord 'van'. Deze entiteiten hebben niet lang genoeg bestaan om een Nederlandsklinkende naam gangbaar te maken.

### Bataafs Gemenebest (1801 - 1806)

Tweede verdeling in departementen (1802)

Bij wet van 21 juni 1802 werd de departementale indeling van de Bataafse Republiek opnieuw vastgesteld. Daarbij werd de departementale indeling van 1799 teruggedraaid; de bekende historische gewestnamen en -indelingen werden weer verwerkt in de departementale structuur.
- departement Bataafs Brabant: Noord-Brabant
- departement Friesland: Friesland
- departement Gelderland: Gelderland
- departement Holland: Noord-Holland en Zuid-Holland
- departement Overijssel: Overijssel en Drenthe
- departement Stad en Landen van Groningen: Groningen
- departement Utrecht: Utrecht
- departement Zeeland: Zeeland (zonder Zeeuws-Vlaanderen)

### Koninkrijk Holland (1806 - 1810)

Derde verdeling in departementen (1807)

Bij wet van 13 april 1807 werd de departementale indeling van het koninkrijk Holland opnieuw vastgesteld. De belangrijkste wijziging was de splitsing van de departementen Holland en Overijssel.
- departement Amstelland: Noord-Holland
- departement Brabant: Noord-Brabant
- departement Drenthe: Drenthe
- departement Friesland: Friesland
- departement Gelderland: Gelderland
- departement Groningen: Groningen
- departement Maasland: Zuid-Holland
- departement Oost-Friesland: Oost-Friesland (vanaf 30 januari 1808)
- departement Overijssel: Overijssel
- departement Utrecht: Utrecht
- departement Zeeland: Zeeland (zonder Zeeuws-Vlaanderen)

### Annexatie door Frankrijk (1810 - 1814)

Vierde verdeling in departementen (1811) met inkleuring naar jaar van Franse annexatie

Op 27 december 1809 werd geannexeerd en vanuit Brussel bestuurd:
- Het eiland Walcheren - toegevoegd aan het al bestaande Scheldedepartement - Escaut

Op 16 maart 1810 werden geannexeerd en vanuit Brussel bestuurd:
- Monden van de Rijn - Bouches-du-Rhin: Oost-Brabant en Gelderland ten zuiden van de Waal (ingesteld op 24 april 1810)
- Monden van de Schelde - Bouches-de-l'Escaut: Zeeland zonder Zeeuws-Vlaanderen (ingesteld op 15 mei 1810), waaraan ook Walcheren weer werd toegevoegd
- Westelijk Brabant werd toegevoegd aan het al bestaande departement Twee Neten - Deux-Nèthes

Op 9 juli 1810 werden geannexeerd, als departement ingesteld op 1 januari 1811 en bestuurd vanuit Den Haag:
- Boven-IJssel - Yssel-Supérieur: Gelderland (ten noorden van de Waal)
- Friesland - Frise: Friesland
- Monden van de Maas - Bouches-de-la-Meuse: Zuid-Holland
- Monden van de IJssel - Bouches-de-l'Yssel: Overijssel
- Westereems - Ems-Occidental: Groningen en Drenthe
- Zuiderzee - Zuyderzée: Noord-Holland en Utrecht